# Diócesis de Zomba
La diócesis de Zomba (en latín: Dioecesis Zombaën(sis) y en inglés: Roman Catholic Diocese of Zomba) es una circunscripción eclesiástica latina de la Iglesia católica en Malaui, sufragánea de la arquidiócesis de Blantire. La diócesis es sede vacante desde el 15 de octubre de 2021.

## Territorio y organización
La diócesis tiene 3522 km² y extiende su jurisdicción sobre los fieles católicos de rito latino residentes en el distrito de Zomba y en parte del de Machinga, en la región del Sur.
La sede de la diócesis se encuentra en la ciudad de Zomba, en donde se halla la Catedral del Sagrado Corazón.
En 2020 en la diócesis existían 34 parroquias.

## Historia
El vicariato apostólico de Zomba fue erigido el 15 de mayo de 1952 con la bula Qui divini del papa Pío XII, obteniendo el territorio del vicariato apostólico de Shire (hoy arquidiócesis de Blantire).
El 29 de abril de 1956 cedió una parte de su territorio para la erección del vicariato apostólico de Dedza (hoy diócesis de Dedza) mediante la bula Etsi cotidie del papa Pío XII.
El 25 de abril de 1959 el vicariato apostólico fue elevado a diócesis con la bula Cum christiana fides del papa Juan XXIII.
El 15 de mayo de 1969 cedió otra porción de territorio para la erección de la prefectura apostólica de Fort Johnston (hoy diócesis de Mangochi) mediante la bula Quam studiose del papa Pablo VI.

## Estadísticas
De acuerdo al Anuario Pontificio 2021 la diócesis tenía a fines de 2020 un total de 263 467 fieles bautizados.
| Año                                                                             | Población            | Población | Población      | Sacerdotes | Sacerdotes    | Sacerdotes    | Bautizados por sacerdote | Diáconos permanentes | Religiosos | Religiosos | Parroquias |
| Año                                                                             | Bautizados católicos | Total     | % de católicos | Total      | Clero secular | Clero regular | Bautizados por sacerdote | Diáconos permanentes | Varones    | Mujeres    | Parroquias |
| ------------------------------------------------------------------------------- | -------------------- | --------- | -------------- | ---------- | ------------- | ------------- | ------------------------ | -------------------- | ---------- | ---------- | ---------- |
| 1970                                                                            | 94 137               | 512 228   | 18.4           | 33         | 4             | 29            | 2852                     |                      | 37         | 45         | 11         |
| 1978                                                                            | 109 855              | 556 821   | 19.7           | 36         | 16            | 20            | 3051                     |                      | 27         | 47         | 13         |
| 1988                                                                            | 154 557              | 456 913   | 33.8           | 38         | 23            | 15            | 4067                     |                      | 25         | 47         | 13         |
| 1999                                                                            | 199 428              | 637 571   | 31.3           | 42         | 33            | 9             | 4748                     |                      | 16         | 50         | 14         |
| 2000                                                                            | 204 742              | 652 538   | 31.4           | 42         | 35            | 7             | 4874                     |                      | 15         | 54         | 15         |
| 2001                                                                            | 206 314              | 652 538   | 31.6           | 41         | 33            | 8             | 5032                     |                      | 14         | 52         | 15         |
| 2002                                                                            | 219 455              | 672 114   | 32.7           | 40         | 32            | 8             | 5486                     |                      | 14         | 55         | 15         |
| 2003                                                                            | 224 003              | 677 802   | 33.0           | 44         | 37            | 7             | 5090                     |                      | 12         | 62         | 15         |
| 2004                                                                            | 229 345              | 685 541   | 33.5           | 43         | 38            | 5             | 5333                     |                      | 10         | 59         | 15         |
| 2010                                                                            | 278 183              | 789 296   | 35.2           | 53         | 40            | 13            | 5248                     |                      | 17         | 71         | 15         |
| 2014                                                                            | 232 976              | 822 450   | 28.3           | 42         | 39            | 3             | 5547                     |                      | 12         | 69         | 15         |
| 2017                                                                            | 244 120              | 898 930   | 27.2           | 43         | 41            | 2             | 5677                     |                      | 3          | 49         | 15         |
| 2020                                                                            | 263 467              | 985 270   | 26.7           | 50         | 42            | 8             | 5269                     |                      | 20         | 38         | 34         |
| Fuente: Catholic-Hierarchy, que a su vez toma los datos del Anuario Pontificio. |                      |           |                |            |               |               |                          |                      |            |            |            |

## Episcopologio
- Lawrence Pullen Hardman, S.M.M. † (15 de mayo de 1952-21 de septiembre de 1970 renunció[6])
- Matthias A. Chimole † (21 de septiembre de 1970-20 de diciembre de 1979 nombrado obispo de Lilongüe)
- Allan Chamgwera (12 de febrero de 1981-17 de enero de 2004 retirado)
- Thomas Luke Msusa, S.M.M. (19 de diciembre de 2003-21 de noviembre de 2013 nombrado arzobispo de Blantire)
- George Desmond Tambala, O.C.D. (15 de octubre de 2015-15 de octubre de 2021 nombrado arzobispo de Lilongüe)
  - George Desmond Tambala, desde el 29 de noviembre de 2021 (administrador apostólico[7])